# کالونه
کالونه (به ایتالیایی: Calvene) یک کومونه در ایتالیا است که در استان ویچنزا واقع شده‌است.

## خصوصیات
کالونه ۱۱ کیلومترمربع مساحت و ۱٬۲۷۳ نفر جمعیت دارد و ۲۱۰ متر بالاتر از سطح دریا واقع شده‌است.